# 24 (filme de 2016)
24 é um filme indiano de 2016 escrito e dirigido por Vikram Kumar. O filme é baseado no conceito de viagem no tempo, é estrelado por Suriya, Samantha Ruth Prabhu, Nithya Menen e Saranya Ponvannan.

## Sinopse
Um cientista inventa uma máquina do tempo, o que leva a uma amarga batalha entre seu gêmeo malvado e seu filho.

## Elenco
- Suriya como Athreya, Mani e Sethuraman
- Samantha Ruth Prabhu como Sathya
- Nithya Menen como Priya
- Saranya Ponvannan como Satyabhama
- Ajay como Mithran
- Girish Karnad como Sathya's Grandfather
- Sathyan como Saravanan
- Mohan Ram como Raghu
- Charlie como Astrologer

## Produção
O filme começou a ser desenvolvido em 2009, previsto para apresentar os atores Vikram e Ileana D'Cruz nos papéis principais. Porém, em fevereiro de 2010, o projeto foi cancelado devido à diferença de opiniões entre o diretor, produtor e ator, enfrentando a rejeição do roteiro refinado.
Em agosto de 2014, Suriya concordou em produzir e atuar no filme, com a fotografia principal começando em Mumbai em abril de 2015, continuando em Nasik, Goregaon e Pune. A segunda etapa das filmagens foi feito na Polônia, até o final de setembro daquele ano, sendo concluída em Chennai dois meses depois.
Produzido pela 2D Entertainment, tendo a direção de fotografia ficado a cargo de S. Tirru. A trilha sonora e a partitura do filme foram compostas por A. R. Rahman, com as composições de Vairamuthu e Madhan Karky. O filme foi lançado juntamente com sua versão dublada em Telugu em 6 de maio de 2016.